# Sonntagsblatt (Bayern)
Das Sonntagsblatt. Evangelische Wochenzeitung für Bayern erscheint seit 1945 im Evangelischen Presseverband für Bayern e. V. (EPV) und ist die auflagenstärkste evangelische Kirchengebietszeitung in Bayern. Die Wochenzeitung erreicht mit 14.000 Abonnenten in Bayern rund 20.000 Leser (Stand: 2018).
Das Sonntagsblatt erscheint in den folgenden Regionalausgaben (Sitz der Redaktion):
- Nürnberg und Mittelfranken (Nürnberg)
- München und Oberbayern (München)
- Ansbach / Würzburg (Würzburg)
- Augsburg und Schwaben (Augsburg)
- Oberfranken (Bayreuth)
- Regensburg und Ostbayern (Regensburg)

Herausgegeben wird das Sonntagsblatt im Auftrag des bayerischen Landeskirchenrats vom Evangelischen Presseverband für Bayern e. V. Das Sonntagsblatt erschien mit der Lizenznummer 7 der amerikanischen Militärregierung nach dem Zweiten Weltkrieg als eine der ersten Zeitungen in Bayern.
Chefredakteur des Sonntagsblatts (Print) ist seit dem Jahr 2000 der Theologe und Journalist Helmut Frank. Er löste die heutige Erlanger Professorin für Christliche Publizistik, Johanna Haberer, ab. Chefredakteurin für die Sonntagsblatt-Online-Ausgabe (ISSN 2941-2641) ist seit 2016 die Kunsthistorikerin und Journalistin Rieke C. Harmsen.
Neben dem Sonntagsblatt erscheinen auch regelmäßig Sonderpublikationen – wie das Magazin „Sonntagsblatt Thema“ oder das „Materialheft Weltreligionen: mit über 20 Ideen für die Projektarbeit und knapp 40 Arbeitsblättern für die Lernwerkstatt: Material zum Thema Weltreligionen, insbesondere zu Christentum, Islam, Judentum, Buddhismus und Hinduismus“.

## Auflage
Im dritten Quartal des Jahres 2021 hatte die Wochenzeitung eine Gesamtauflage von 12.481 Exemplaren, bei einer verkauften Auflage von 12.007 Exemplaren, davon 10.000 an Abonnenten.